# 성자화
성자화(일본어: 聖紫花 세이시카[*])는 진달래속에 딸린 상록 아교목이다.
일본 야에야마 제도의 이시가키섬, 이리오모테섬, 중국 중남부, 대만에 분포한다.